# Bothrops pauloensis
Espèce
Synonymes
- Bothrops neuwiedi pauloensis Amaral, 1923
- Bothropoides pauloensis (Amaral, 1923)

Bothrops pauloensis est une espèce de serpents de la famille des Viperidae. 

## Répartition
Cette espèce se rencontre :
- au Brésil dans les États de Goiás, de São Paulo, de Mato Grosso do Sul, dans l'Ouest du Minas Gerais, dans le Sud du Mato Grosso et dans le Nord du Paraná ;
- en Bolivie ;
- au Paraguay.

## Description
C'est un serpent venimeux.

## Étymologie
Son nom d'espèce, composé de paulo et du suffixe latin -ensis, « qui vit dans, qui habite », lui a été donné en référence au lieu de sa découverte, l’État de São Paulo au Brésil.

## Publication originale
- Amaral, 1925 : A general consideration of snake poisoning and observations on neotropical pitvipers. Contributions from the Harvard Institute for Tropical Biology and Medicine, vol. 2, p. 1-64.